# Атвуд (Канзас)
Атвуд (енгл. Atwood) град је у америчкој савезној држави Канзас.

## Демографија
По попису из 2010. године број становника је 1.194, што је 85 (-6,6%) становника мање него 2000. године.
| Група             | 2000.         | 2010.         |
| Белци             | 1.259 (98,4%) | 1.141 (95,6%) |
| Афроамериканци    | 2 (0,2%)      | 2 (0,2%)      |
| Азијати           | 0 (0,0%)      | 1 (0,1%)      |
| Хиспаноамериканци | 5 (0,4%)      | 35 (2,9%)     |
| Укупно            | 1.279         | 1.194         |